# Окупација Луксембурга у Другом светском рату
Инвазија Нацистичке Немачке на Луксембург била је део битке за Француску и инвазија на Ниске земље — Белгију, Луксембург и Холандију, током Другог светског рата. Битка је започела 10. маја 1940. године и трајала је само један дан. Немачке трупе брзо су окупирале Луксембург и нису биле суочене са значајним отпором. Луксембуршка влада и велика војвоткиња Шарлот успели су да побегну из државе у Лондон где је створена влада у егзилу.